# Buxton with Lammas
Buxton with Lammas is een civil parish in het bestuurlijke gebied Broadland, in het Engelse graafschap Norfolk met 1684 inwoners.